# Aspidoras albater
Espèce
Aspidoras albater est une espèce de poissons-chats de la famille des callichthyidés originaire du haut bassin du Rio Tocantins (Brésil).

## Description
Les spécimens sauvages mesurent en moyenne 3,6 centimètres tant pour les mâles que pour les femelles.

## Aquariophilie
Les conditions favorables pour sa maintenance est un pH allant de 6,0 à 7,3. Il supporte un dH pouvant monter jusqu'à 20°. La température variera de 22 à 24 °C[réf. nécessaire].